# Cheiracanthium debile
Cheiracanthium debile là một loài nhện trong họ Miturgidae.
Loài này thuộc chi Cheiracanthium. Cheiracanthium debile được Eugène Simon miêu tả năm 1890.